# Deathtrap Dungeon (videojuego)
Ian Livingstone's Deathtrap Dungeon es un videojuego de acción y aventura desarrollado por Asylum Studios y distribuido por Eidos Interactive para PlayStation y Microsoft Windows en 1998. Está basado en el librojuego de aventura Deathtrap Dungeon (el sexto en la serie Fighting Fantasy) escrito por Ian Livingstone y distribuido por Puffin Books en 1984.

## Jugabilidad
El juego es presentado en tercera persona, y el jugador interpretará el papel de un aventurero (la amazona «Red Lotus» o el bárbaro «Chaindog»), quienes son invitados por un hechicero a explorar una serie de mazmorras donde deberán vencer monstruos y trampas para encontrar riquezas.

## Desarrollo
Ian Livingstone estuvo fuertemente involucrado en el diseño de niveles y el estilo de arte del juego. La estética y la atmósfera se inspiraron en el artista italiano Giovanni Battista Piranesi, cuyos dibujos de ruinas fascinaron a Ian Livingstone.[cita requerida]
Aunque el motor 3D del juego se asemeje a aquel de Tomb Raider, otro juego distribuido por Eidos con un ciclo de desarrollo que se superpuso con Deathtrap Dungeon, los dos juegos fueron desarrollados de forma aislada.
Livingstone dijo que el personaje Red Lotus fue creado como «una combinación de todas las chicas que llamaron mi atención en los últimos 20 años. Pero no todas estas chicas eran reales. Los cómics han influido fuertemente en su creación».

## Recepción
Deathtrap Dungeon recibió reseñas mixtas en ambas plataformas de acuerdo con el sitio web agregador de reseñas GameRankings. Next Generation dijo que las fallas en el juego original de PlayStation «nos distrajo continuamente de las partes divertidas. En general, solo existen tres palabras para este juego – malo, malo, malo». Edge le dio a las versiones de PlayStation y PC un puntaje de siete de diez, diciendo que la primera versión «no va a desafiar seriamente el dominio de Tomb Raider 2 del género, pero es un juego de fantasía sólido, jugable y bien diseñado que servirá para pasar el tiempo hasta la próxima aparición de Lara Croft»; y posteriormente diciendo que la última versión fue «ciertamente digna de atención, pero no, como Eidos esperaría, por la presencia de una heroína tetona».
GamePro dijo que la versión de PlayStation «no fue un gran juego, pero es capaz de retener tu atención por un rato. Créenos – no deberías rendirte con DD hasta que lo hayas alquilado por un fin de semana». La revista dijo después que la versión de PC fue «una incorporación sólida, por no decir espectacular, al canon de TR y debería mantener a los fanes del género ocupados».